# Passaporto rosso (documento)
Il passaporto rosso era il documento di espatrio rilasciato dal regno d'Italia, destinato agli emigranti regolato da ultimo dal Regio Decreto 13 novembre 1919 n. 2205 ("Testo Unico dei provvedimenti sull'emigrazione e sulla tutela giuridica degli emigranti"), convertito in legge 17 aprile 1925 n. 473.

## Storia
Pensato dal governo, da ultimo da quello Francesco Saverio Nitti come mezzo per aiutare gli emigranti in un momento di grave crisi sociale quale fu il primo dopoguerra, fu invece percepito come elemento di grave discriminazione contro i ceti più umili.
Fu abolito con il decreto legge 21 giugno 1928 n. 1710, quando il fenomeno migratorio si stava ridimensionando e alla vigilia del crollo determinato dalla crisi mondiale.

## Caratteristiche
Il nome era dato dalla copertina di cartoncino rosso. Dato l'originario intento di aiuto il Commissariato per l'emigrazione aveva fatto stampare avvertenze contro le truffe, ma divenne ben presto una sorta di marchio negativo per i più poveri.
Il famoso giornalista Enzo Biagi dichiarò in proposito: